# IBM 7090
L'IBM 7090 era un computer mainframe di seconda generazione, la versione a transistor del precedente IBM 709 a valvole, progettato dall'IBM per "applicazioni scientifiche e tecnologiche su larga scala", messo in vendita a partire dal novembre 1959.
Il 7090 usava parole di 36 bit e aveva uno spazio indirizzabile di 32K (32 768) parole di memoria. Il suo ciclo base era di 2,18 µs pari a 459 kHz.